# Ditionito

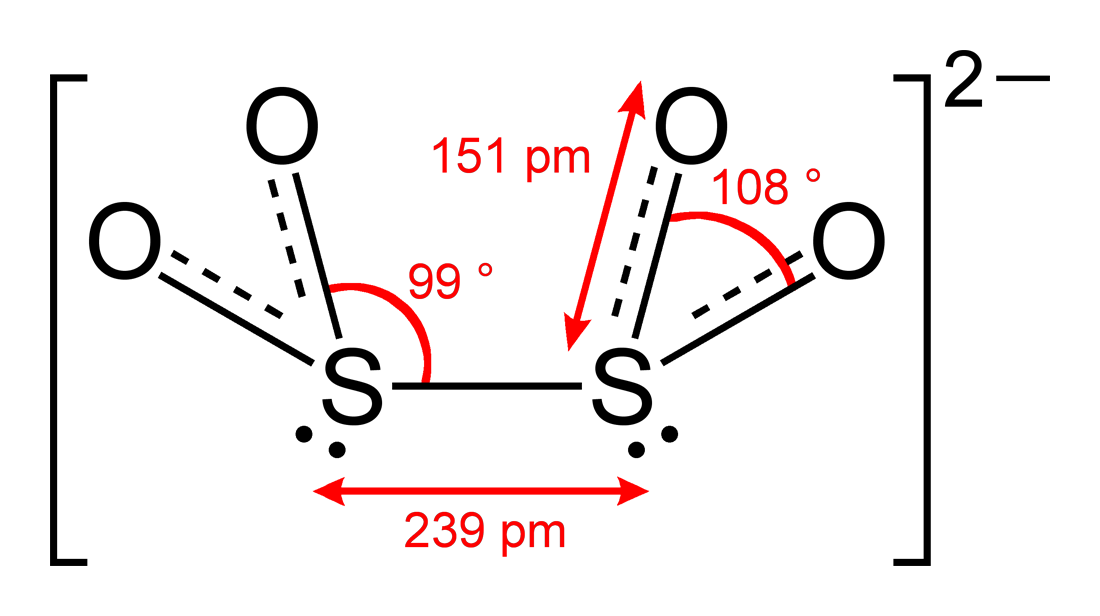
A estrutura do anião ditionito, que possui uma ligação enxofre-enxofre invulgarmente longa.

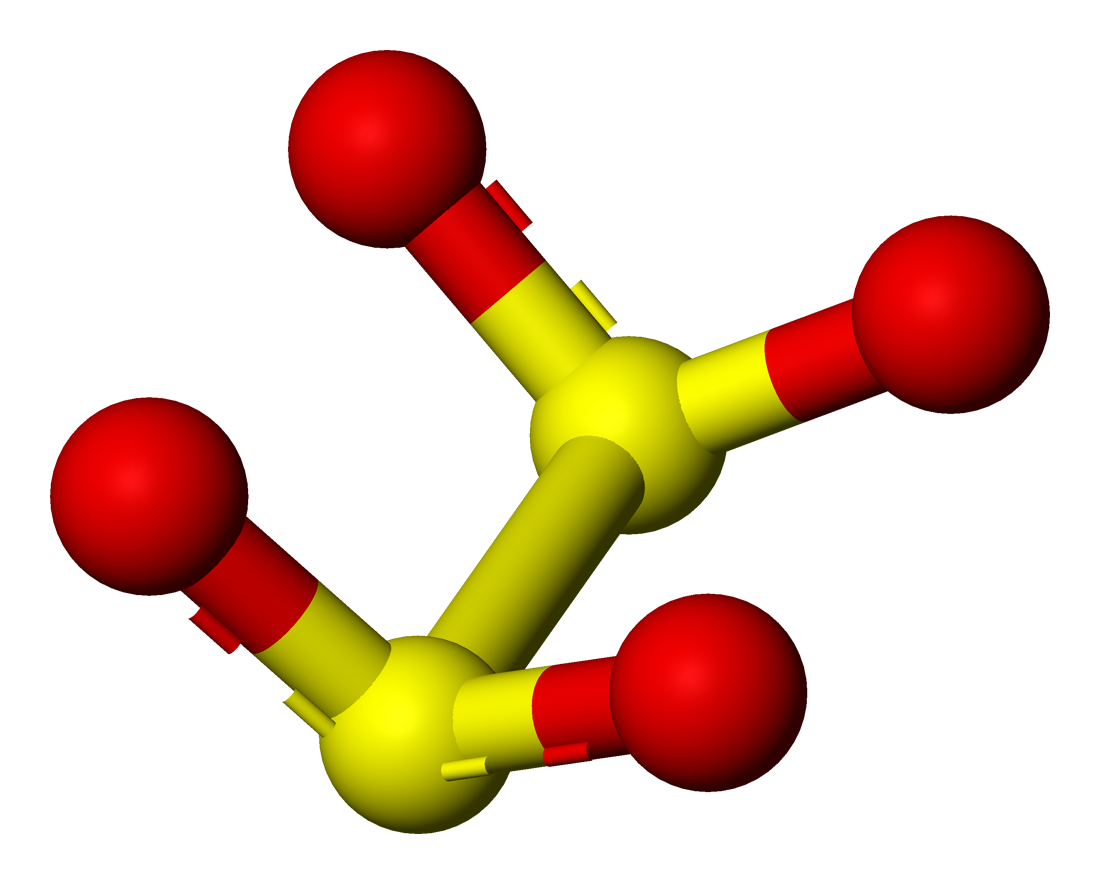
Modelo de bolas e varetas do anião ditionito.

O ditionito é um composto aniónico de enxofre, com a fórmula química [S2O4]2−. "Ditionito" é a denominação comum aceite pela IUPAC; o composto tem dois nomes sistemáticos, bis(dioxidosulfato)(S—S)(2-) e 2,3-dioxido-1,4-dioxi-2,3-disulfi-[4] catenato(2-).

## Química em solução
Os iões ditionito sofrem tanto hidrólise ácida, convertendo-se em tiossulfato e hidrogenossulfito:
2 S2O2−
4 + H2O → S2O2−
3 + 2 HSO−
3,
como hidrólise alcalina, covertendo-se em sulfito e sulfureto:
3 Na2S2O4 + 6 NaOH → 5 Na2SO3 + Na2S + 3 H2O